# 西川邮政管理局旧址
西川邮政管理局旧址位于中国四川省成都市锦江区暑袜北一街和兴隆街的路口处，建築設計師是加拿大美道會傳教士叶鎔清（Frederick Elmer Leighton Abrey），和他的長期搭檔，一名稱作「重慶的莫里逊先生」（Mr. Morrison of Chungking）的建築師，于1937年落成。2007年6月1日公佈為四川省文物保護單位。现由中国邮政储蓄银行四川省分行直属支行使用。
1933年9月23日，位于暑袜北一街的西川邮政管理局局房在一场由公件房引起的火灾中焚毁，后邮政总局批准修建新局房。西川邮政管理局新楼于1935年动工，1937年建成，具有典型的西方建筑特色，其打破了中国邮局的旧有布局，完全按照现代邮政功能进行内部空间布局。
西川邮政管理局新楼总建筑面积为5061平方米，其中正中面向路口的大门部位为四层，临街的两翼为两层。大楼施工极其考究，木材均选用楠木、红松等高级木材，而楼顶全部使用汉口产红瓦，两片红瓦之间还用上海产铜丝串联。大楼包裹房基脚经过了防潮处理，办公房设有壁炉，厕所使用抽水马桶，同时西川邮政管理局新楼还是成都市最早使用铁窗的建筑物之一。
1996年，因闲置及年久失修，西川邮政管理局旧址险些被拆除，后被紧急叫停，所幸外墙和正中四层高的大门被完整保留了下来。2005年，西川邮政管理局旧址入选成都市优秀近现代建筑，并开始进行全面修缮。2007年，西川邮政管理局旧址成为四川省文物保护单位。